# Isla Beata
Isla Beata es una isla en el mar Caribe, ubicada 7 km al suroeste de Cabo Beata, el punto más meridional de la isla La Española. Pertenece a la República Dominicana. La isla Beata tiene forma de triángulo y es plana. La isla abarca 41 km² de superficie y está deshabitada. Existe un caracol gigante llamado lambí (Strombus gigas) y también tortugas marinas, cangrejos y langostas. Estas especies están desapareciendo de la isla debido a la caza. Ahora, aquí vive una pequeña colonia de cabras salvajes. En 2001 fue descubierta en esta isla una especie que es endémica de la reserva natural parque nacional Jaragua (en la cual está ubicada), es un geco (Sphaerodactylus ariasae) que es considerado como uno de los dos reptiles más pequeños del mundo (16 mm).

## Historia
La isla Beata, al igual que la Isla Alto Velo y la Isla Los Frailes, fue descubierta por el Almirante Cristóbal Colón durante su segundo viaje, a finales de agosto de 1494. Tan estratégica es la localización de estas islas que Colón las visitó en tres de sus cuatro viajes. En su primer viaje, en lo que se refiere a La Española, Colón se limitó a bordear su costa norte.
En su segundo viaje, viniendo desde Jamaica, avistó las islas: Beata y Alto Velo. En su tercer viaje, en 1498, Colón zarpó desde la isla Margarita, en la costa venezolana, hacia la Española, donde llegó el 19 de agosto pero las corrientes lo empujaron hasta la isla Beata. Bartolomé de Las Casas narra que el Almirante llegó a la "isleta pequeña que llamó Madama Beata" y que "está junto a ella otra más pequeña que tiene una serruela altilla, que desde lejos parece verla y lo nombró Alto Velo".
En su cuarto y último viaje, el 3 de agosto de 1504, Colón toca otra vez la Beata, viniendo desde Jamaica. Su duración probable en la isla Beata fue de entre 35 y 40 días esperando los vientos favorables para poder pasar por el Cabo Mongó. Por eso su carta dice: "Desde la Beata, a donde forzosamente me detiene la brisa, hoy sábado 3 de agosto".
Posteriormente, establecida una ruta marítima hacia Jamaica y hacia el continente, la isla Beata sirvió como punto de reunión y enclave estratégico para las naves, por tratarse de la posición más meridional de la colonia. Esta misma circunstancia atrajo los bucaneros, corsarios y piratas que durante los siglos XVI y XVII asolaron las costas y las rutas marítimas del imperio español. Existen crónicas de cómo los piratas "El Olonés" y Morgan habían recalado en la isla Beata y costas adyacentes.
Los españoles mantenían posesiones de ganado vacuno en la isla Beata para aprovisionar sus expediciones marítimas en la ruta al Nuevo Mundo. Este ganado se mantuvo, en forma cimarrona, hasta finales del siglo XVIII. Estas circunstancias, junto a su posición estratégica, hizo de Beata escenario de no pocas escaramuzas en la que los barcos procedentes de Santo Domingo se encontraban con piratas y corsarios que, teniendo a la isla Tortuga en Haití como base principal, descendían hasta allí para atacar las rutas caribeñas de la Corona española.
En 1870, el Estado otorgó una concesión, por 50 años, de la isla Beata al ciudadano Coronel Telésforo Volta para establecer y trabajar salinas pagando al Tesoro Público el 5% de los beneficios de las mismas. Todavía se observan los restos de estas salinas; de las más grandes se extraía sal hasta los años 60.
Durante la dictadura de Rafael Trujillo fue usada como prisión de desafectos al régimen.

## Geografía
La isla está separada del Cabo Beata (en la Española) por el Canal de la Beata; este canal tiene, por su parte más ancha, unos 7 km en el este y 8 km por su parte oeste. El Canal de la Beata presenta bajíos de diferentes profundidades de hasta 3 brazas de profundidad y le sirve de límite a la Beata por la parte norte. Por la parte meridional se encuentra separada de la isla de Alto Velo por el Canal de Alto Velo, siendo la distancia entre ambas islas de unos 11-12 km.
El terreno de la isla puede dividirse en tres tipos:
1.Arenoso. En la parte occidental de la isla hay pequeñas ensenadas arenosas. Las playas más extensas de Beata se encuentran en el Norte, donde sopla brisa muy fuerte tanto de día como de noche.
2.Caliza en diente de perro ("dogtooth limestone", en inglés) que son calizas fuertemente erosionadas y de difícil tránsito.
3. Pantanos, ocupados por mangles.
En el sustrato calizo los fenómenos kársticos han originado multitud de grutas, cavernas y simas. Una cueva importante como hábitat de murciélagos y por la información paleontológica que guarda es la Cueva de Durán Espinal. Se encuentra a unos 2 km de Boca Puente y a unos 40 metros de altitud, desarrollándose hacia el Oeste. Otras cuevas y abrigos rocosos se encuentran en los acantilados de la costa Sur y Suroeste de la isla, pero a causa de su difícil acceso no han sido investigados hasta el momento.